# La Résie-Saint-Martin
La Résie-Saint-Martin est une commune française située dans le département de la Haute-Saône, la région culturelle et historique de Franche-Comté et la région administrative Bourgogne-Franche-Comté.

## Géographie

### Climat
Pour des articles plus généraux, voir Climat de la Bourgogne-Franche-Comté et Climat de la Haute-Saône.
En 2010, le climat de la commune est de type climat des marges montargnardes, selon une étude du Centre national de la recherche scientifique s'appuyant sur une série de données couvrant la période 1971-2000. En 2020, Météo-France publie une typologie des climats de la France métropolitaine dans laquelle la commune est exposée à un climat semi-continental et est dans la région climatique  Lorraine, plateau de Langres, Morvan, caractérisée par un hiver rude (1,5 °C), des vents modérés et des brouillards fréquents en automne et hiver. 
Pour la période 1971-2000, la température annuelle moyenne est de 10,4 °C, avec une amplitude thermique annuelle de 17,2 °C. Le cumul annuel moyen de précipitations est de 960 mm, avec 13 jours de précipitations en janvier et 8,7 jours en juillet. Pour la période 1991-2020, la température moyenne annuelle observée sur la station météorologique de Météo-France la plus proche, « Cugney », sur la commune de Cugney à 10 km à vol d'oiseau, est de 11,2 °C et le cumul annuel moyen de précipitations est de 958,2 mm. 
La température maximale relevée sur cette station est de 40 °C, atteinte le 31 juillet 2020 ; la température minimale est de −17 °C, atteinte le 20 décembre 2009,,. 
Les paramètres climatiques de la commune ont été estimés pour le milieu du siècle (2041-2070) selon différents scénarios d'émission de gaz à effet de serre à partir des nouvelles projections climatiques de référence DRIAS-2020. Ils sont consultables sur un site dédié publié par Météo-France en novembre 2022.

## Urbanisme

### Typologie
Au 1er janvier 2024, La Résie-Saint-Martin est catégorisée commune rurale à habitat dispersé, selon la nouvelle grille communale de densité à sept niveaux définie par l'Insee en 2022.
Elle est située hors unité urbaine. Par ailleurs la commune fait partie de l'aire d'attraction de Besançon, dont elle est une commune de la couronne,. Cette aire, qui regroupe 310 communes, est catégorisée dans les aires de 200 000 à moins de 700 000 habitants,.

### Occupation des sols
L'occupation des sols de la commune, telle qu'elle ressort de la base de données européenne d’occupation biophysique des sols Corine Land Cover (CLC), est marquée par l'importance des territoires agricoles (61 % en 2018), une proportion identique à celle de 1990 (61 %). La répartition détaillée en 2018 est la suivante : 
terres arables (61 %), forêts (29,4 %), zones urbanisées (9,7 %). L'évolution de l’occupation des sols de la commune et de ses infrastructures peut être observée sur les différentes représentations cartographiques du territoire : la carte de Cassini (XVIIIe siècle), la carte d'état-major (1820-1866) et les cartes ou photos aériennes de l'IGN pour la période actuelle (1950 à aujourd'hui).

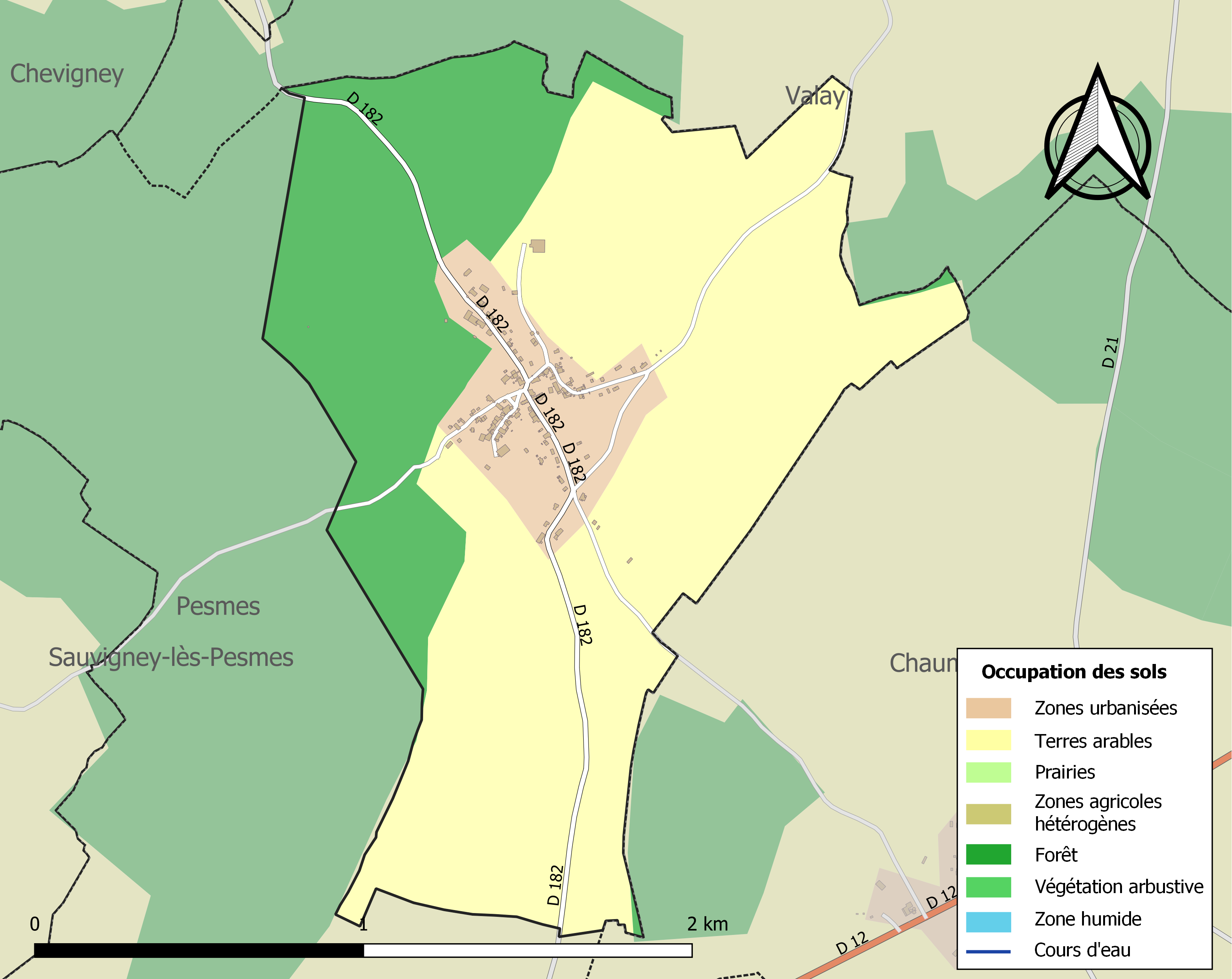
Carte des infrastructures et de l'occupation des sols de la commune en 2018 (CLC).

## Histoire
La commune vécue[Quoi ?] de l'extraction du fer durant de nombreuses années. Celui-ci était transformé en partie aux forges de Valay, commune voisine.

### Les Hospitaliers
Le village faisait partie de la terre de Pesmes. Un seigneur de La Résie donna en 1312 des bois aux Hospitaliers de l'ordre de Saint-Jean de Jérusalem.

## Politique et administration

Carte départementale représentant en rouge la Communauté de communes du val de Pesmes.

### Rattachements administratifs et électoraux
La commune fait partie de l'arrondissement de Vesoul du département de la Haute-Saône, en région Bourgogne-Franche-Comté. Pour l'élection des députés, elle dépend de la première circonscription de la Haute-Saône.
Elle faisait partie depuis 1793 du canton de Pesmes. Dans le cadre du redécoupage cantonal de 2014 en France, la commune est désormais rattachée au canton de Marnay.

### Intercommunalité
La commune fait partie de la communauté de communes du val de Pesmes, créée par un arrêté préfectoral du 12 décembre 2002, et qui prenait la suite du Syndicat intercommunal de développement et d’aménagement du canton de Pesmes.
Depuis le 1er janvier 2017 et la scission de la Communauté de Communes du Val de Pesmes, La Résie-Saint-Martin fait partie de la Communauté de Communes Val de Gray.

### Liste des maires
| Période                                  | Période                   | Identité       | Étiquette | Qualité                                       |
| ---------------------------------------- | ------------------------- | -------------- | --------- | --------------------------------------------- |
| Les données manquantes sont à compléter. |                           |                |           |                                               |
| 1942                                     | 1945                      | Louis Poinsard |           |                                               |
| 1945                                     | 1965                      | Isidore Bardy  |           |                                               |
| 1965                                     | 1971                      | Louis Sirugue  |           |                                               |
| 1971                                     | 1995                      | Marcel Abbey   |           |                                               |
| juin 1995                                | En cours (au 10 mai 2021) | Serge Abbey    |           | Réélu pour les mandats 2014-2020 et 2020-2026 |

## Démographie
L'évolution du nombre d'habitants est connue à travers les recensements de la population effectués dans la commune depuis 1793. Pour les communes de moins de 10 000 habitants, une enquête de recensement portant sur toute la population est réalisée tous les cinq ans, les populations de référence des années intermédiaires étant quant à elles estimées par interpolation ou extrapolation. Pour la commune, le premier recensement exhaustif entrant dans le cadre du nouveau dispositif a été réalisé en 2004.

En 2022, la commune comptait 172 habitants, en évolution de +10,97 % par rapport à 2016 (Haute-Saône : −1,4 %, France hors Mayotte : +2,11 %).
| 1793 | 1800 | 1806 | 1821 | 1831 | 1836 | 1841 | 1846 | 1851 |
| ---- | ---- | ---- | ---- | ---- | ---- | ---- | ---- | ---- |
| 120  | 155  | 151  | 180  | 167  | 168  | 180  | 193  | 230  |

| 1856 | 1861 | 1866 | 1872 | 1876 | 1881 | 1886 | 1891 | 1896 |
| ---- | ---- | ---- | ---- | ---- | ---- | ---- | ---- | ---- |
| 240  | 240  | 258  | 221  | 266  | 208  | 203  | 198  | 190  |

| 1901 | 1906 | 1911 | 1921 | 1926 | 1931 | 1936 | 1946 | 1954 |
| ---- | ---- | ---- | ---- | ---- | ---- | ---- | ---- | ---- |
| 177  | 162  | 163  | 137  | 129  | 123  | 113  | 117  | 111  |

| 1962 | 1968 | 1975 | 1982 | 1990 | 1999 | 2004 | 2006 | 2009 |
| ---- | ---- | ---- | ---- | ---- | ---- | ---- | ---- | ---- |
| 98   | 102  | 105  | 104  | 103  | 103  | 118  | 132  | 160  |

| 2014 | 2019 | 2022 | - | - | - | - | - | - |
| ---- | ---- | ---- | - | - | - | - | - | - |
| 152  | 163  | 172  | - | - | - | - | - | - |

## Culture locale et patrimoine

### Lieux et monuments
- Mairie, construite entre 1859 et 1861 d'après les plans de Christophe Colard par l'entrepreneur François Lambert[21].
- École communale, construit entre 1863 et 1867 d'après les plans de Christophe Colard par l'entrepreneur P. M. Bideaux[22].
- L'église Saint-Martin a été construite au XVIIIe siècle[23].
- Fontaine du XIXe siècle[24]
- Fontaine-lavoir édifiée à la fin du XIXe siècle par l'architecte Christophe Colard[25].
- Ancien lavoir à minerais, chemin de Sainte-Cécile, du XIXe siècle[26].
- Croix de chemin à la Croix-Blanche, du XIXe siècle[27].
- Maisons et fermes des XVIIIe  et  XIXe siècle[28].
- La source du ruisseau de Sainte-Cécile, affluent de la Rèsie, et l'étang de loisirs.

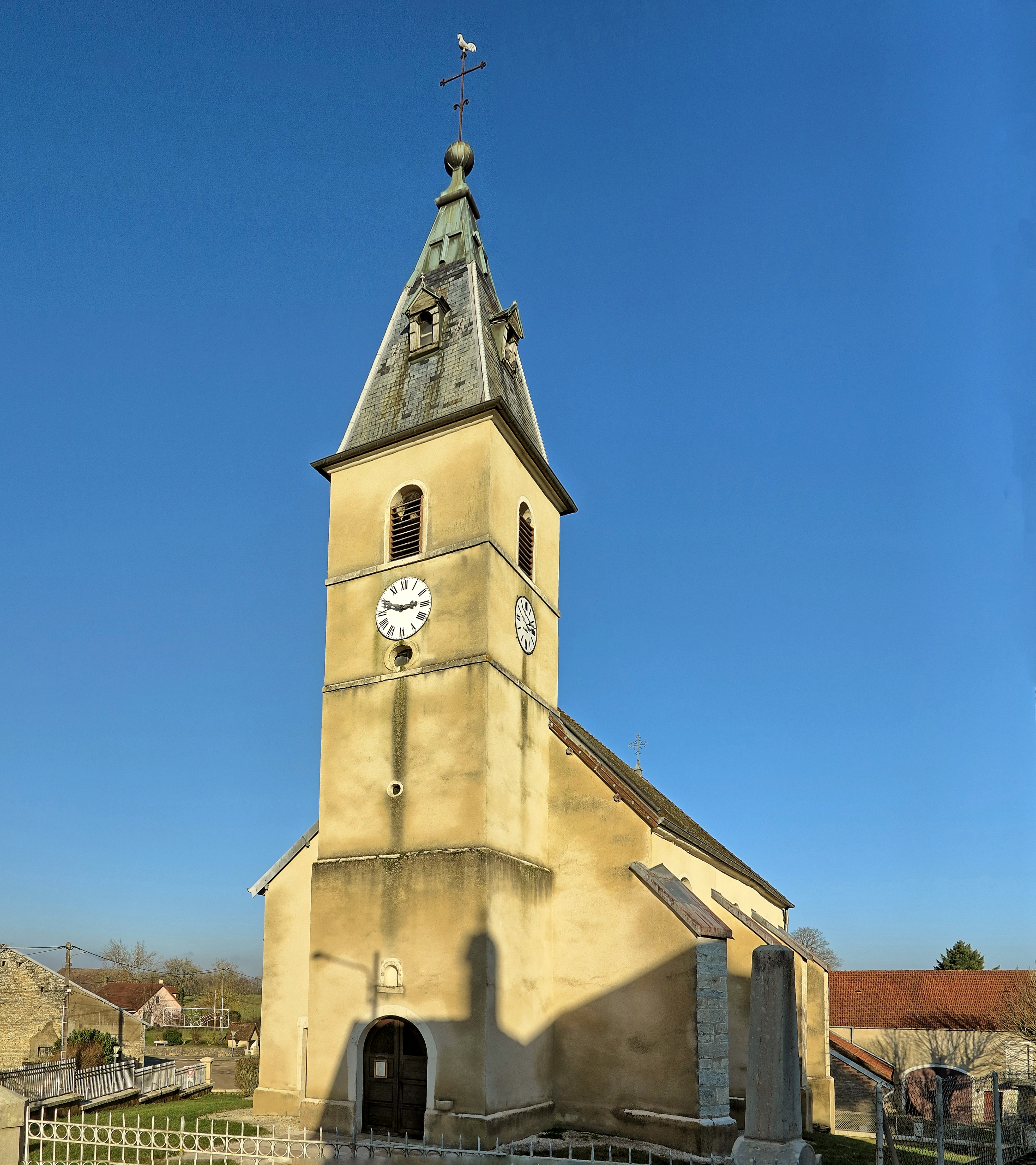
L'église.
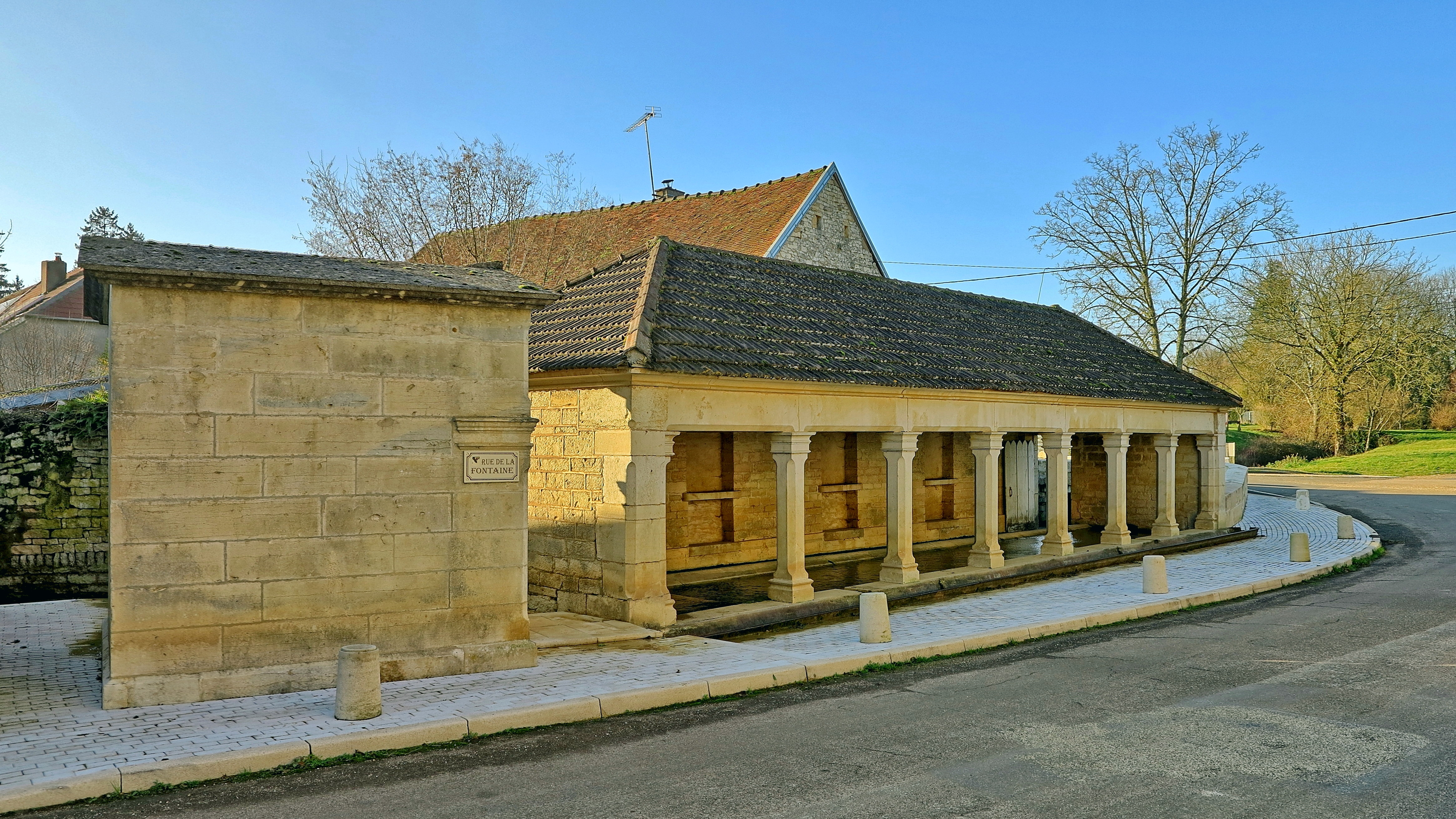
La fontaine-lavoir.
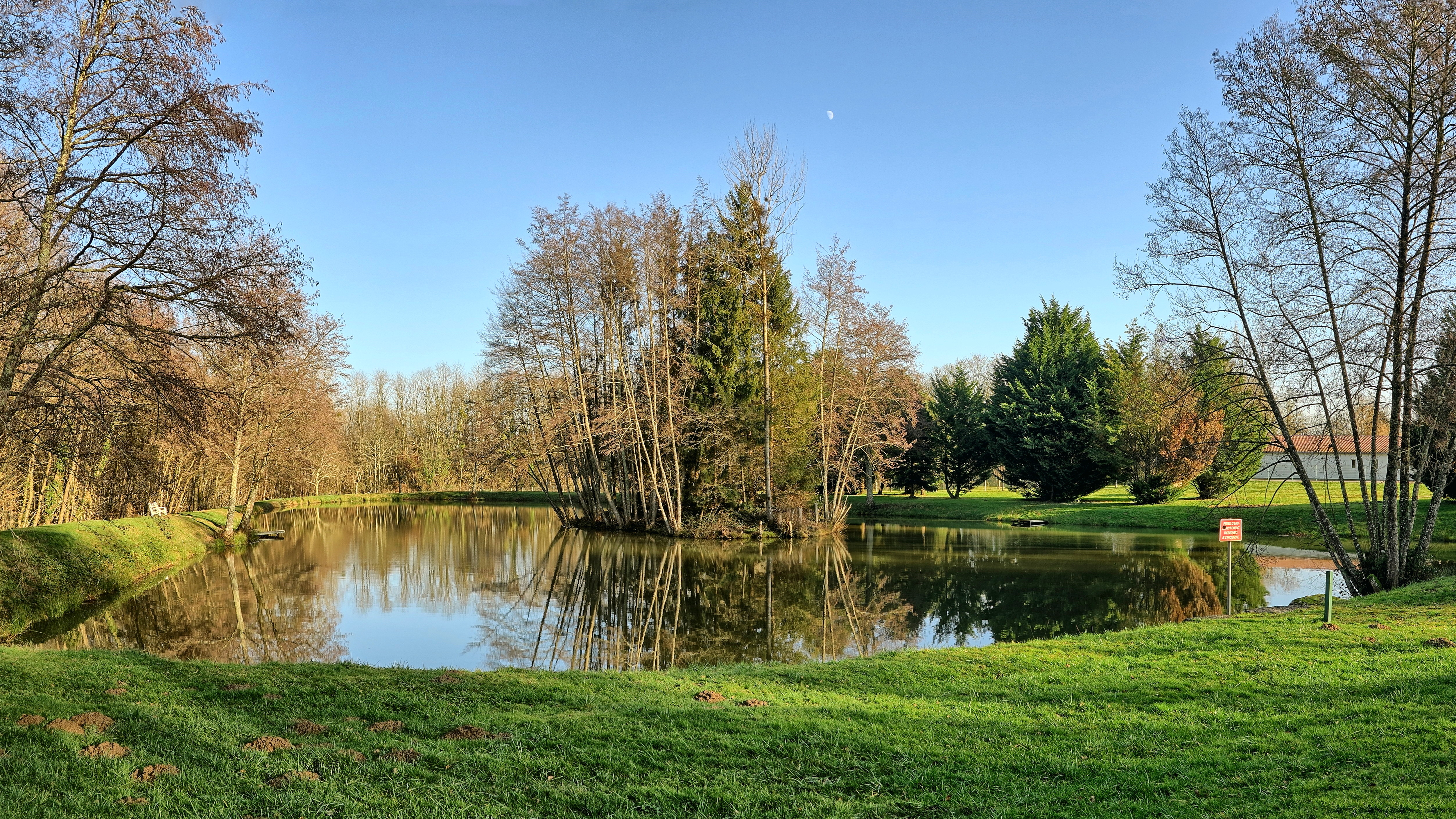
L'étang de loisirs.

### Héraldique
| Blason de La Résie-Saint-Martin | Blason  | D'or à la bande ondée d'azur accompagnée de deux feuilles de nénuphar renversées de sable, le tout enfermé dans une filière du même. |
| Blason de La Résie-Saint-Martin | Détails | Le statut officiel du blason reste à déterminer.                                                                                     |